# Biram Dah Abeid
Biram Dah Abeid (Rosso, 12 de enero de 1956) es un abogado, activista antiesclavista y político mauritano. Ha sido diputado y varias veces candidato presidencial, en 2014 y 2019 logró el 18 % de los sufragios. En las elecciones de 2024, obtuvo un 22,10 % de los votos. En 2008 fundó la organización Iniciativa para el Resurgimiento del Movimiento Abolicionista (IRA-Mauritania) que preside. En 2013 recibió el Premio de Derechos Humanos de la ONU. Ha sido varias veces encarcelado por su lucha antiesclavista.

## Biografía
Biram Dah Abeid es de la etnia de los Haratins, moros negros descendientes de esclavos. Nació en 1965 en Rosso (región de Trarza, en el sur de Mauritania). Su padre, liberado por el amo cuando estaba en el vientre de su madre, nació libre, sin embargo ella continuó siendo esclava hasta su muerte. Sus dos hermanos mayores murieron y sus hermanas tenían prohibido estudiar así que fue el único de los once hijos que fue escolarizado. Siguiendo los deseos de su padre, estudió para luchar contra la esclavitud: «me pidió que conociera los libros sagrados y las leyes de los "Blancos" para poder plantear sus contradicciones». Fue a la universidad donde estudió derecho e historia en Senegal, Suiza y Marruecos. Dedicó su tesis de historia de la DEA (Diplôme d'Études Approfondies) en la Universidad Cheikh Anta Diop de Dakar (2001) a la esclavitud, una práctica prohibida desde 1981 en Mauritania -fue el último país en abolir la esclavitud- pero aún generalizada en el país.

### Activismo y política
Al finalizar sus estudios empezó a militar en el seno de la organización antiesclavista SOS Esclaves Mauritania. En 2008, fundó la Iniciativa para el Resurgimiento del Movimiento Abolicionista (IRA-Mauritania), que define como «una organización de lucha popular» y de la que es presidente. Fue condenado a prisión por ello e indultado en febrero de 2011 por el presidente de Mauritania, Mohamed Ould Abdel Aziz.
En abril de 2012, durante una manifestación en Nuakchot, quemó públicamente textos de la escuela musulmana de derecho malikí, al considerar que fomenta la práctica de la esclavitud. Justificó su acción para denunciar esta enseñanza, conformada por normas, jurisprudencia y principios generales, codifica la desigualdad de nacimiento, autoriza la venta de seres humanos, su castigo corporal, la violación de mujeres esclavas y la castración de varones negros. Todas estas prescripciones figuran, en términos explícitos y prácticos, en dichos textos. Fue encarcelado junto con otros activistas del IRA, acusado de "atentar contra la seguridad del estado". Las disculpas del IRA por el incidente fueron recogidas en los medios de comunicación en Mauritania. Tras meses de prisión preventiva seguida de la anulación de su juicio por errores de procedimiento por parte del tribunal penal de Nuakchot, Biram Ould Abeid y sus coacusados fueron puestos en libertad en septiembre de 2012.
En 2013, Biram Dah Abeid recibió el premio Front Line for Human Rights Defenders at Risk de la ONG irlandesa Front Line Defenders y fue uno de los seis ganadores del Premio de Derechos Humanos que otorga la Organización de las Naciones Unidas a personas o asociaciones que hayan trabajado por la defensa de los derechos humanos.
Biram Dah Abeid se postuló para las elecciones presidenciales de Mauritania en 2014. En la primera vuelta, ocupó el segundo lugar y obtuvo el 8,6 % de votos. El presidente saliente fue reelegido con el 81 % de los votos en unas elecciones boicoteadas por la Coordinación de Oposición Democrática.
En noviembre de 2014 fue arrestado nuevamente junto con otros nueve miembros del IRA, tras participar en una caravana contra la esclavitud. Fue condenado el 15 de enero de 2015 a 2 años de prisión por «pertenencia a una organización no reconocida, concentración no autorizada, llamamiento a participar en una concentración no autorizada y violencia contra la fuerza pública».
En 2007 se votó una ley antiesclavitud revisada el 13 de agosto de 2015 que considera la esclavitud como un «crimen contra la humanidad» y que establece penas que llegan a 20 años de cárcel, sin embargo las leyes no se aplican y la práctica sigue siendo generalizada en el país. En 2014 según un informe de la ONG Walk Free, alrededor del 4 % de la población mauritana, es decir 150.000 personas, sufren la esclavitud moderna.
En 2017 fue invitado a Burdeos para recibir el premio «Mémoires partagées», otorgado cada año por la asociación Mémoires et Partages a una personalidad implicada en el movimiento de emancipación.
En las elecciones legislativas de 2018, Biram Ould Abeid se presentó bajo las siglas del partido Assawab, con orientaciones baazistas (nacionalistas árabes), que había sellado una alianza con el ala política del IRA. El periodista Daddah Abdallah, quien presentó una denuncia contra Abeid, realizó un documental sobre esta alianza y la describió como "contra natura". El 7 de agosto de 2018, dos semanas antes de las elecciones legislativas, fue arrestado junto con otros activistas y periodistas contra la esclavitud y acusado de «atentar contra la integridad de los demás y amenazar con usar la violencia». Su abogado, Maître Ebetty, denunció un montaje judicial. Organizaciones como Amnistía Internacional denunciaron que se trataba de una represión política con el objetivo de desactivar al principal rival del gobierno en las elecciones presidenciales. La manifestación que tuvo lugar tras el anuncio del veredicto sfue severamente reprimida y causó dos heridos graves.
En 2019 volvió a concurrir a las elecciones presidenciales y quedó en segundo lugar con el 18,59% de los votos emitidos en la primera vuelta. En las elecciones de 2024, consiguió el apoyo del  22,10 % de los votantes cuando se presentó como principal candidato opositor a Mohamed Ould Ghazouani.

## Premios y reconocimientos
- 2013 - Premio Front Line para defensores de derechos humanos en riesgo otorgado por la ONG irlandesa Front Line Defenders
- 2013 - Premio de Derechos Humanos de las Naciones Unidas otorgado por la ONU
- 2017 - " Prix Mémoires partagées ",[8] otorgado por la asociación internacional Mémoires et Partages
- 2019 - Doctor honoris causa por la Katholieke Universiteit Leuven[14]